# Italienische Straßen-Radmeisterschaften

Italienisches Meistertrikot

Die Italienischen Straßen-Radmeisterschaften ermitteln die italienischen Meister und Meisterinnen im Straßenrennen sowie im Einzelzeitfahren.

## Straßen-Radmeister
| Jahr | Ort 1                                    | Straßenmeister (m)        | Straßenmeister (w)     | Zeitfahrmeister (m) | Zeitfahrmeister (w)  |
| ---- | ---------------------------------------- | ------------------------- | ---------------------- | ------------------- | -------------------- |
| 2025 | Friaul-Julisch Venetien & Lombardei      | Filippo Conca             | Elisa Longo Borghini   | Filippo Ganna       | Vittoria Guazzini    |
| 2024 | Toscana                                  | Alberto Bettiol           | Elisa Longo Borghini   | Filippo Ganna       | Vittoria Guazzini    |
| 2023 | Trentino-Südtirol                        | Simone Velasco            | Elisa Longo Borghini   | Filippo Ganna       | Elisa Longo Borghini |
| 2022 | Apulien                                  | Filippo Zana              | Elisa Balsamo          | Filippo Ganna       | Elisa Longo Borghini |
| 2021 | Emilia-Romagna                           | Sonny Colbrelli           | Elisa Longo Borghini   | Matteo Sobrero      | Elisa Longo Borghini |
| 2020 | Venetien                                 | Giacomo Nizzolo           | Elisa Longo Borghini   | Filippo Ganna       | Elisa Longo Borghini |
| 2019 | Emilia-Romagna (M) Venetien+Abruzzen (F) | Davide Formolo            | Marta Bastianelli      | Filippo Ganna       | Elena Cecchini       |
| 2018 | Provinz Brescia / Cavour                 | Elia Viviani              | Marta Cavalli          | Gianni Moscon       | Elena Cecchini       |
| 2017 | Piemont                                  | Fabio Aru                 | Elisa Longo Borghini   | Gianni Moscon       | Elisa Longo Borghini |
| 2016 | Lombardei                                | Giacomo Nizzolo           | Elena Cecchini         | Manuel Quinziato    | Elisa Longo Borghini |
| 2015 | Trofeo Melinda                           | Vincenzo Nibali           | Elena Cecchini         | Adriano Malori      | Silvia Valsecchi     |
| 2014 | Trofeo Melinda                           | Vincenzo Nibali           | Elena Cecchini         | Adriano Malori      | Elisa Longo Borghini |
| 2013 | Trofeo Melinda                           | Ivan Santaromita          | Dalia Muccioli         | Marco Pinotti       | Tatiana Guderzo      |
| 2012 | Trentino                                 | Franco Pellizotti         | Giada Borgato          | Dario Cataldo       | Tatiana Guderzo      |
| 2011 | Sizilien                                 | Giovanni Visconti         | Noemi Cantele          | Adriano Malori      | Noemi Cantele        |
| 2010 | Venetien                                 | Giovanni Visconti         | Monia Baccaille        | Marco Pinotti       | Tatiana Guderzo      |
| 2009 | Imola                                    | Filippo Pozzato           | Monia Baccaille        | Marco Pinotti       | Tatiana Guderzo      |
| 2008 | Bergamo                                  | Filippo Simeoni           | Fabiana Luperini       | Marco Pinotti       | Tatiana Guderzo      |
| 2007 | Genua                                    | Giovanni Visconti         | Eva Lechner            | Luca Ascani         | Vera Carrara         |
| 2006 | Friaul                                   | Paolo Bettini             | Fabiana Luperini       | Marzio Bruseghin    | Silvia Valsecchi     |
| 2005 | Abruzzen                                 | Enrico Gasparotto         | Silvia Parietti        | Marco Pinotti 2     | Tatiana Guderzo      |
| 2004 | Pisa                                     | Cristian Moreni           | Fabiana Luperini       | Dario Cioni         | Giovanna Troldi      |
| 2003 | Saltara                                  | Paolo Bettini             | Alessandra Cappellotto | Giampaolo Mondini   | Giovanna Troldi      |
| 2002 | San Vendemiano                           | Salvatore Commesso        | Rosalisa Lapomarda     | Dario Frigo         | Giovanna Troldi      |
| 2001 | Carate Brianza                           | Daniele Nardello          | Greta Zocca            | Andrea Peron 3      |                      |
| 2000 | Triest                                   | Michele Bartoli           | Gabriella Pregnolato   | Marco Velo          | Gabriella Pregnolato |
| 1999 | Arona                                    | Salvatore Commesso        | Valeria Cappellotto    | Marco Velo          | Gabriella Pregnolato |
| 1998 | Bergamo                                  | Andrea Tafi               |                        | Marco Velo          |                      |
| 1997 |                                          | Gianni Faresin            | Imelda Chiappa         | Dario Andriotto     |                      |
| 1996 |                                          | Mario Cipollini           | Fabiana Luperini       |                     | Gabriella Pregnolato |
| 1995 | Trofeo Matteotti                         | Gianni Bugno              |                        | Massimiliano Lelli  | Imelda Chiappa       |
| 1994 | Trofeo Melinda                           | Massimo Podenzana         | Simona Muzzioli        |                     |                      |
| 1993 | GP di Prato                              | Massimo Podenzana         | Imelda Chiappa         |                     |                      |
| 1992 | Olbia                                    | Marco Giovannetti         | Michela Fanini         |                     |                      |
| 1991 | Giro del Friuli                          | Gianni Bugno              | Lucia Pizzolotto       |                     |                      |
| 1990 | Gran Premio Città di Camaiore            | Giorgio Furlan            | Elisabetta Fanton      |                     |                      |
| 1989 | Giro dell’Appennino                      | Moreno Argentin           |                        |                     |                      |
| 1988 | Coppa Placci                             | Pierino Gavazzi           |                        |                     |                      |
| 1987 | Coppa Agostoni                           | Bruno Leali               |                        |                     |                      |
| 1986 | Giro di Toscana                          | Claudio Corti             |                        |                     |                      |
| 1985 | Giro del Veneto                          | Claudio Corti             |                        |                     |                      |
| 1984 | Coppa Bernocchi                          | Vittorio Algeri           |                        |                     |                      |
| 1983 | Gran Premio Città di Camaiore            | Moreno Argentin           |                        |                     |                      |
| 1982 | Tre Valli Varesine                       | Pierino Gavazzi           |                        |                     |                      |
| 1981 | Compiano                                 | Francesco Moser           |                        |                     |                      |
| 1980 | Arezzo                                   | Giuseppe Saronni          |                        |                     |                      |
| 1979 | Acicatena                                | Francesco Moser           |                        |                     |                      |
| 1978 | Odolo                                    | Pierino Gavazzi           |                        |                     |                      |
| 1977 | Giro di Campania                         | Enrico Paolini            |                        |                     |                      |
| 1976 | Coppa Bernocchi                          | Franco Bitossi            |                        |                     |                      |
| 1975 | Trofeo Matteotti                         | Francesco Moser           |                        |                     |                      |
| 1974 | Mailand–Vignola                          | Enrico Paolini            |                        |                     |                      |
| 1973 | Tre Valli Varesini                       | Enrico Paolini            |                        |                     |                      |
| 1972 | Giro dell’Appennino                      | Felice Gimondi            |                        |                     |                      |
| 1971 | GP di Prato                              | Franco Bitossi            |                        |                     |                      |
| 1970 | Giro del Veneto                          | Franco Bitossi            |                        |                     |                      |
| 1969 | Giro di Reggio Calabria                  | Vittorio Adorni           |                        |                     |                      |
| 1968 | Giro di Romagna                          | Felice Gimondi            |                        |                     |                      |
| 1967 | Giro di Toscana                          | Franco Balmamion          |                        |                     |                      |
| 1966 | Giro del Lazio                           | Michele Dancelli          |                        |                     |                      |
| 1965 |                                          | Michele Dancelli 4        |                        |                     |                      |
| 1964 |                                          | Guido De Rosso 4          |                        |                     |                      |
| 1963 |                                          | Bruno Mealli 4            |                        |                     |                      |
| 1962 |                                          | Nino Defilippis           |                        |                     |                      |
| 1961 | Coppa Bernocchi                          | Arturo Sabbadin           |                        |                     |                      |
| 1960 | Tre Valli Varesini                       | Nino Defilippis           |                        |                     |                      |
| 1959 | Giro del Lazio                           | Diego Ronchini            |                        |                     |                      |
| 1958 |                                          | Ercole Baldini 4          |                        |                     |                      |
| 1957 |                                          | Ercole Baldini 4          |                        |                     |                      |
| 1956 |                                          | Giorgio Albani 4          |                        |                     |                      |
| 1955 |                                          | Fausto Coppi 4            |                        |                     |                      |
| 1954 |                                          | Fiorenzo Magni 4          |                        |                     |                      |
| 1953 |                                          | Fiorenzo Magni 4          |                        |                     |                      |
| 1952 |                                          | Gino Bartali 4            |                        |                     |                      |
| 1951 |                                          | Fiorenzo Magni 4          |                        |                     |                      |
| 1950 | Tre Valli Varesini                       | Antonio Bevilacqua        |                        |                     |                      |
| 1949 |                                          | Fausto Coppi 4            |                        |                     |                      |
| 1948 |                                          | Vito Ortelli 4            |                        |                     |                      |
| 1947 |                                          | Fausto Coppi 4            |                        |                     |                      |
| 1946 | Giro di Toscana                          | Aldo Ronconi              |                        |                     |                      |
| 1945 | Coppa Greppi                             | Severino Canavesi         |                        |                     |                      |
| 1944 | Keine Austragung                         |                           |                        |                     |                      |
| 1943 | Rom                                      | Mario Ricci               |                        |                     |                      |
| 1942 | Rom                                      | Fausto Coppi              |                        |                     |                      |
| 1941 | Giro del Lazio                           | Adolfo Leoni              |                        |                     |                      |
| 1940 |                                          | Gino Bartali 4            |                        |                     |                      |
| 1939 |                                          | Mario Vicini 4            |                        |                     |                      |
| 1938 |                                          | Olimpio Bizzi             |                        |                     |                      |
| 1937 | Treviso                                  | Gino Bartali              |                        |                     |                      |
| 1936 | Giro del Lazio                           | Giuseppe Olmo 4           |                        |                     |                      |
| 1935 |                                          | Gino Bartali 4            |                        |                     |                      |
| 1934 |                                          | Learco Guerra 4           |                        |                     |                      |
| 1933 |                                          | Learco Guerra 4           |                        |                     |                      |
| 1932 |                                          | Learco Guerra 4           |                        |                     |                      |
| 1931 |                                          | Learco Guerra 4           |                        |                     |                      |
| 1930 |                                          | Learco Guerra 4           |                        |                     |                      |
| 1929 |                                          | Alfredo Binda 4           |                        |                     |                      |
| 1928 |                                          | Alfredo Binda 4           |                        |                     |                      |
| 1927 |                                          | Alfredo Binda 4           |                        |                     |                      |
| 1926 |                                          | Alfredo Binda 4           |                        |                     |                      |
| 1925 |                                          | Costante Girardengo4      |                        |                     |                      |
| 1924 |                                          | Costante Girardengo4      |                        |                     |                      |
| 1923 |                                          | Costante Girardengo4      |                        |                     |                      |
| 1922 |                                          | Costante Girardengo4      |                        |                     |                      |
| 1921 |                                          | Costante Girardengor4     |                        |                     |                      |
| 1920 |                                          | Costante Girardengo4      |                        |                     |                      |
| 1919 |                                          | Costante Girardengo4      |                        |                     |                      |
| 1918 | Keine Austragung                         |                           |                        |                     |                      |
| 1917 | Keine Austragung                         |                           |                        |                     |                      |
| 1916 | Keine Austragung                         |                           |                        |                     |                      |
| 1915 | Keine Austragung                         |                           |                        |                     |                      |
| 1914 |                                          | Costante Girardengo4      |                        |                     |                      |
| 1913 |                                          | Costante Girardengo       |                        |                     |                      |
| 1912 |                                          | (Giuseppe Azzini) 5       |                        |                     |                      |
| 1911 |                                          | Dario Beni                |                        |                     |                      |
| 1910 |                                          | Emilio Petiva             |                        |                     |                      |
| 1909 |                                          | Dario Beni                |                        |                     |                      |
| 1908 |                                          | Giovanni Cuniolo          |                        |                     |                      |
| 1907 |                                          | Giovanni Cuniolo          |                        |                     |                      |
| 1906 |                                          | Giovanni Cuniolo          |                        |                     |                      |
| 1896 |                                          | Giovanni Da Montelatico 6 |                        |                     |                      |
| 1893 |                                          | Giuseppe Moreschi 6       |                        |                     |                      |
| 1892 |                                          | Luigi Cantù 6             |                        |                     |                      |
| 1891 |                                          | Ambrogio Robecchi 6       |                        |                     |                      |
| 1890 |                                          | Carlo Braida 6            |                        |                     |                      |
| 1889 |                                          | Gilberto Marley 6         |                        |                     |                      |
| 1888 |                                          | Gilberto Marley 6         |                        |                     |                      |
| 1887 |                                          | Gilberto Marley 6         |                        |                     |                      |
| 1886 |                                          | Geo Davidson 6            |                        |                     |                      |
| 1885 |                                          | Giuseppe Loretz 6         |                        |                     |                      |

- 1 Die Austragung der Meisterschaften findet erst seit 1998 regelmäßig als eigenständiges Rennen statt. Zuvor war die Ermittlung des Meisters oft in andere Rennen integriert.
- 2 Der ursprüngliche Sieger Luca Ascani wurde des Dopings überführt.
- 3 Der ursprüngliche Sieger Marco Velo wurde des Dopings überführt.
- 4 Sieger durch ein Punktesystem (Gesamtwertung) ermittelt.
- 5 Kein Titel vergeben: Angelo Gremo (Erster) und Dario Beni (Zweiter) wurden disqualifiziert. (Azzini war Dritter der Austragung)
- 6 Nicht offiziell anerkannte Austragung